# Orfeo

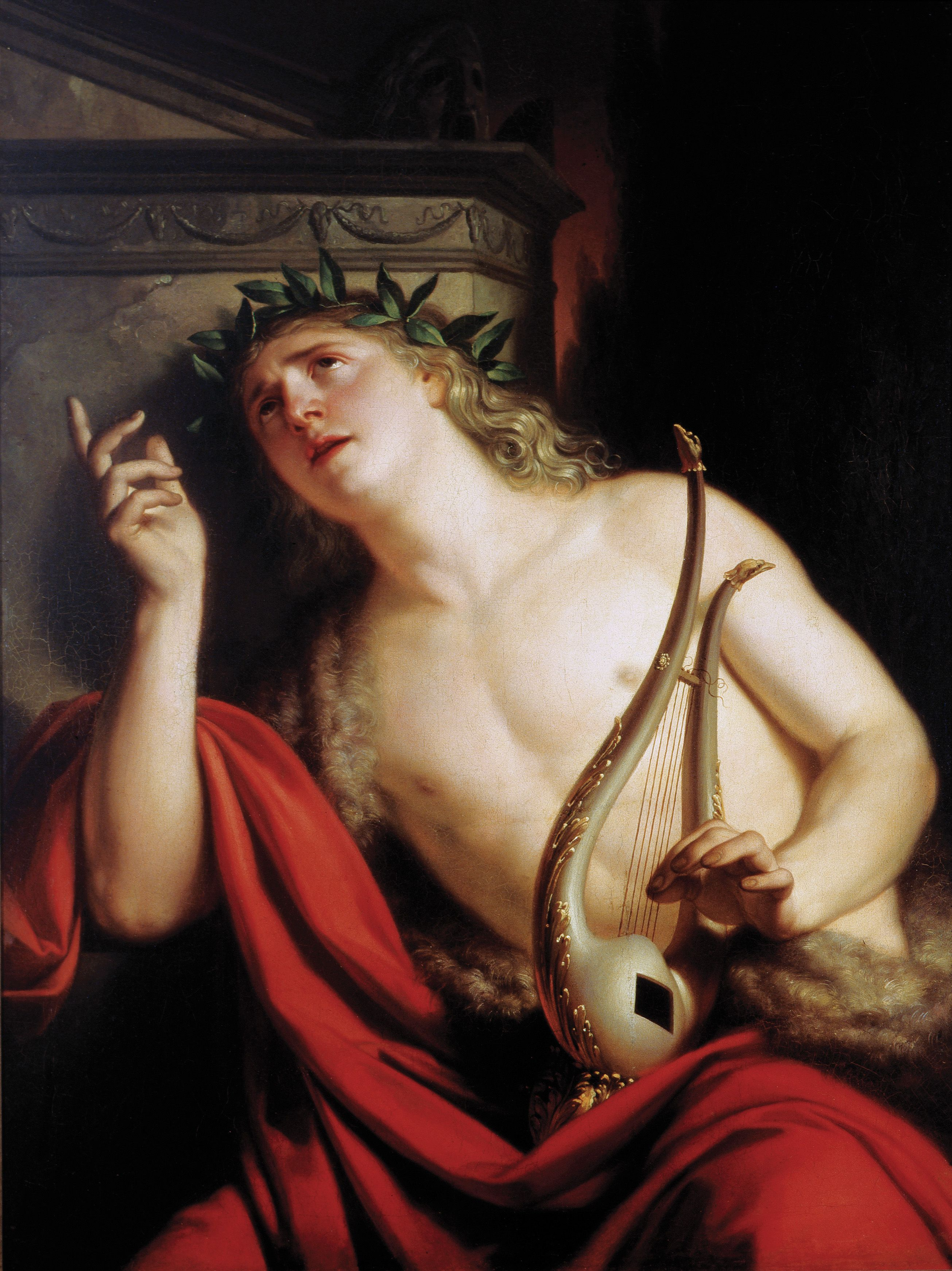
El lamento de Orfeo, por Franc Kavčič (1755-1828).

Orfeo (en griego Ὀρφεύς) es un personaje de la mitología griega. Según una creencia bastante difundida, sería hijo de Apolo (o Eagro) y de una de las musas, Calíope. Según los relatos, cuando tocaba su lira, las fieras se calmaban, y los hombres se reunían para oírlo y hacer descansar sus almas. Así enamoró a la bella Eurídice y logró dormir al terrible Cerbero cuando bajó al inframundo a intentar resucitarla. Orfeo era de origen tracio; en su honor se desarrollaron los misterios órficos, basados en rituales iniciáticos en la Antigua Grecia, de los cuales no hay mucha información, o sus fuentes no son conocidas.

## Introducción
Si bien no se hallan los textos en los que hagan mención de él Homero y Hesíodo, ya era conocido en la época de Íbico (ca. 530 a. C.), y Píndaro (522 — 442 a. C.) se refiere a él como «el padre de los cantos».
Desde el siglo VI a. C. en adelante fue considerado como uno de los principales poetas y músicos de la Antigüedad, el inventor de la cítara y quien añadió dos cuerdas a la lira: antes, la lira tenía siete cuerdas; la lira de Orfeo, nueve, en honor a las nueve musas. Con su música, Orfeo era capaz no solo de calmar a las bestias salvajes, sino incluso de mover árboles y rocas y detener el curso de los ríos. Como músico célebre, fue con los Argonautas en busca del vellocino de oro. Se le supone como uno de los pioneros de la civilización, habiendo enseñado a la humanidad las artes de la medicina, la escritura y la agricultura. En su aspecto más conectado con la vida religiosa, fue augur y profeta. Practicó las artes de la magia, en especial la astrología. Fundó o hizo accesibles muchos cultos importantes, como los de Apolo y Dioniso; instituyó ritos místicos, tanto públicos como privados; prescribió rituales iniciatorios y de purificación. Se dice que visitó Egipto y que allí se familiarizó con los escritos de Moisés, y con la doctrina de una vida futura.

## Genealogía y juventud

Vida de Orfeo.

Según Apolodoro y un fragmento de Píndaro, el padre de Orfeo fue Eagro, un rey de Tracia, o bien el propio dios Apolo. Esto último es coherente con la devoción de Orfeo por este dios, que es el dios de la música. Su madre fue la más importante de las musas, Calíope, o bien Polimnia, otra de las musas. Otros dicen que su madre también pudo haber sido una de las hijas de Píero, hijo de Macedón, y al menos una fuente dice que Menipe, hija de Támiris. Según Tzetzes era nativo de Bisaltia. Su lugar de nacimiento es Pimplea, cerca del monte Olimpo; Pimplea también es el lugar donde se casaron Eagro y Calíope. Mientras vivía con su madre y sus ocho hermosas hermanas en el monte Parnaso, conoció a Apolo, que cortejaba a la musa risueña Talía. Apolo, como dios de la música, le dio a Orfeo una lira de oro (fabricada por Hermes con el caparazón de una tortuga), y le enseñó a tocarla, como un presente de amor. La madre de Orfeo le enseñó a recitar versos para ser cantados. También se dice que estudió en Egipto y que estableció el culto de Hécate en Egina. Llevó a Laconia la adoración de Deméter Ctonia. y la de las Κόρες Σωτείρας («doncellas salvadoras»). Parece ser que en el monte Taigeto los pelasgos guardaban una imagen de madera de Orfeo en el santuario de Deméter eleusina. Según Diodoro Sículo, Museo de Atenas también era hijo de Orfeo. Su hijo Ortes es el antepasado legendario de los poetas Homero y Hesíodo. Según Clemente Orfeo fue amado por el propio Apolo.

## Expedición de los Argonautas
A pesar de su origen tracio, Orfeo se unió a la expedición de los Argonautas, en la que marcaba el ritmo de los remeros y protegió a sus compañeros de las sirenas con su música. Estas vivían en la isla Antemóesa y cantaban hermosas canciones que atraían a los marineros hacia ellas. Entonces los devoraban. Cuando Orfeo oyó sus voces, sacó su lira e interpretó su música, que era más bella que la de ellas, tapándola y ahogándola. Butes fue el único que no pudo resistir los cantos de las sirenas, se lanzó al mar para nadar hacia ellas y fue salvado por la diosa Afrodita.

## Rescate de Eurídice en el inframundo

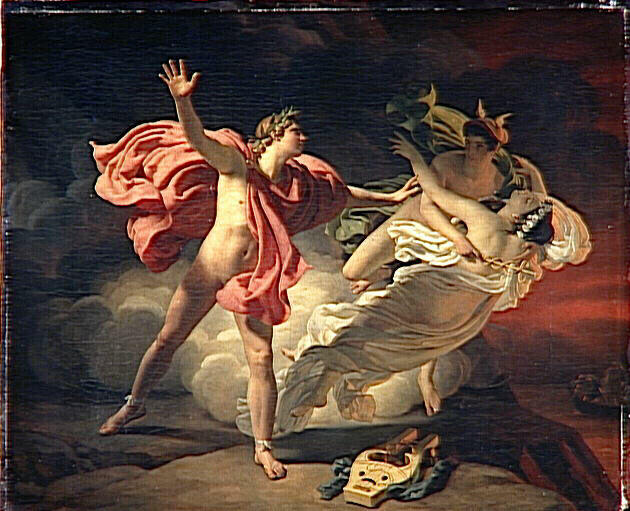
Orfeo se da la vuelta, y Hermes atrapa a Eurídice para regresarla al inframundo, 1820.

La historia más conocida sobre Orfeo es la que se refiere a su esposa Eurídice, que murió al ser mordida por una serpiente mientras huía de Aristeo; otras, que el hecho fatal ocurrió mientras paseaba con Orfeo. 
En las orillas del río Estrimón, Orfeo se lamentaba amargamente por la pérdida de Eurídice. Consternado, Orfeo tocó canciones tan tristes y cantó tan lastimeramente que todas las ninfas y todos los dioses lloraron y le aconsejaron que descendiera al inframundo (catábasis) en busca de su amada. Durante el camino en las profundidades del inframundo, Orfeo tuvo que sortear muchos peligros; empleando su música, hizo detenerse los tormentos del inframundo (por primera y única vez), y, llegado el momento, ablandó los corazones de Hades y Perséfone, que permitieron a Eurídice que volviera con Orfeo al mundo de los vivos, pero con la condición de que él caminase delante de ella y no mirase atrás hasta que hubieran alcanzado el mundo superior y los rayos de sol bañasen a la mujer.
A pesar de sus ansias, Orfeo no volvió la cabeza en todo el trayecto: ni siquiera se volvía para asegurarse de que Eurídice estuviera bien cuando pasaban junto a un demonio o corrían algún otro peligro. Orfeo y Eurídice llegaron finalmente a la superficie. Entonces, ya por la desesperación, Orfeo volvió la cabeza para ver a su amada; pero ella todavía no había sido completamente bañada por el sol, y aún tenía un pie en el camino del inframundo, así que se desvaneció en el aire, y esa vez para siempre.
Según opinión de Platón, los dioses del infierno solo presentaron a Orfeo una aparición de Eurídice. No le entregaron a su esposa porque les parecía que se mostraba cobarde, y no había tenido el arrojo de morir por amor, sino que había buscado el medio de penetrar con vida en el Hades.
Pausanias indica que el lugar donde ocurrió este mito era Aorno, en Tesprótide, donde había un oráculo de los muertos.

## Muerte de Orfeo

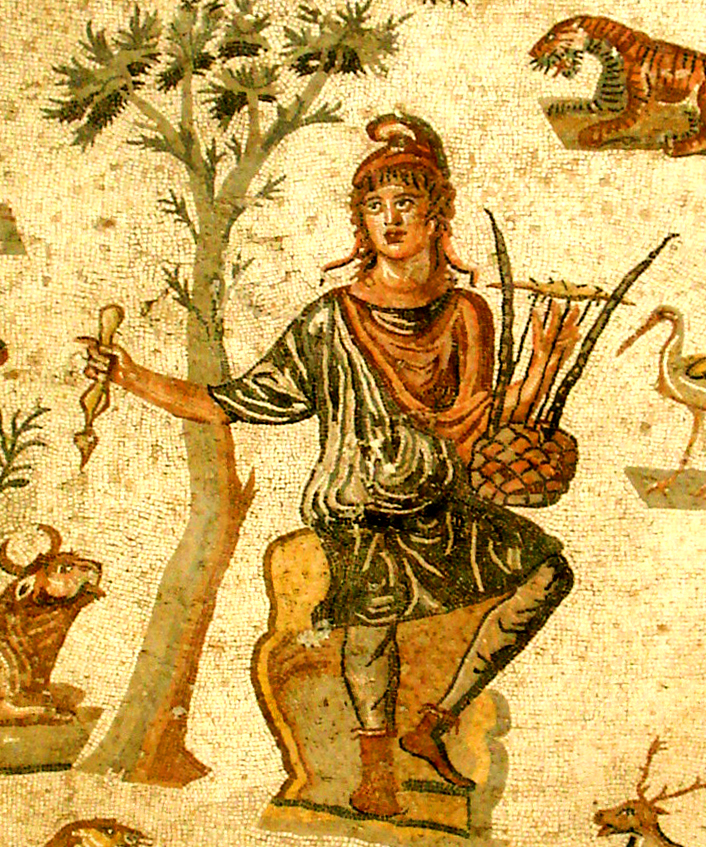
Orfeo encantando a los animales. Detalle de un mosaico romano, Museo Arqueológico Regional de Palermo, Italia.

Según cuenta Ovidio, Orfeo intentó regresar al inframundo, pero Caronte le negó el paso por el río Leteo, así que Orfeo se retiró a los montes Ródope y Hemo, donde permaneció tres años evitando la unión amorosa con cualquier mujer, a pesar de que se le ofrecieron muchas ninfas. Orfeo seguía cantando y tocando la lira, lo que provocó que los árboles se conmovieran. En esos montes, fue visto por las bacantes tracias que se sintieron despreciadas por él. Apresaron a los animales que lo acompañaban y a él lo apedrearon, lo despedazaron y esparcieron sus miembros. Su cabeza y su lira fueron arrojadas al río Hebro; esos restos fueron a parar al mar, y, cerca de la isla de Lesbos, una serpiente quiso comerse la cabeza de Orfeo, pero Apolo la transformó en piedra. Por su parte, Dioniso castigó a las bacantes convirtiéndolas en árboles. Mientras, el alma de Orfeo encontró a la de Eurídice en el inframundo, y desde ese momento son inseparables.
En otra versión, que fue recogida por Eratóstenes y que se remonta a la obra perdida de Esquilo Las basárides, Orfeo, al final de su vida, desdeñó el culto a Dioniso, del que antes presidía los misterios. En cambio, consideró a Helios, su verdadero padre, a quien llamó Apolo, como el principal dios. Por ello, mientras Orfeo se encontraba en el monte Pangeo esperando la salida del sol, Dioniso, celoso de Helios, envió a las ménades para que lo despedazaran. Pero unas ninfas reunieron sus pedazos y los enterraron en un lugar llamado Libetros, cerca del monte Olimpo. Mientras, la lira fue colocada por Zeus entre las constelaciones.
Otras versiones, recogidas por Pausanias, señalaban que Orfeo obligaba a los maridos de las mujeres de Tracia a que lo siguieran en sus viajes. Por eso lo mataron mientras estaban embriagadas de vino, y por ello se estableció la costumbre de que los hombres salieran a combatir tras haber bebido. También se contaba que a Orfeo lo había matado un rayo enviado por Zeus en castigo por haber enseñado a los hombres misterios inauditos. Otros contaban que, subiendo del averno, Orfeo se había vuelto para ver si lo seguía Eurídice, y al no verla, se suicidó. Los tracios decían que los ruiseñores que más alto y mejor cantaban eran los que anidaban en la tumba de Orfeo.
Por su parte, Higino recoge otras dos tradiciones. Calíope, madre de Orfeo, había participado como juez en la disputa entre Afrodita y Perséfone por la posesión de Adonis. Afrodita, al no satisfacerle el veredicto, hizo que todas las mujeres tracias se enamoraran de Orfeo hasta tal punto que llegaran a despedazarlo. Otros contaban que la causa había sido que Orfeo había sido el primero en mantener relaciones amorosas con hombres, lo que había supuesto una ofensa para las mujeres.
Según Platón, los dioses impusieron a Orfeo el castigo de morir a manos de mujeres por no haber tenido el arrojo de morir por amor como Alcestis, hija de Pelias, que había muerto en lugar de su marido Admeto. Dice Fanocles que Orfeo amó a Calais, el hijo de Bóreas, pues se sentaba a menudo en umbríos bosques a cantar su deseo, mas sin tener el ánimo en paz, porque desveladoras inquietudes su alma siempre consumían al contemplar al floreciente Calais. Las bistónides, intrigando contra Orfeo y rodeándolo, lo mataron usando puñales afilados, porque fue entre los tracios el primero en mostrar el amor masculino sin aceptar deseos de mujer. Le cortaron la cabeza y la arrojaron al mar junto a su lira, y es por eso que todavía expían su castigo las mujeres por aquel asesinato.

## Sepulcro de Orfeo

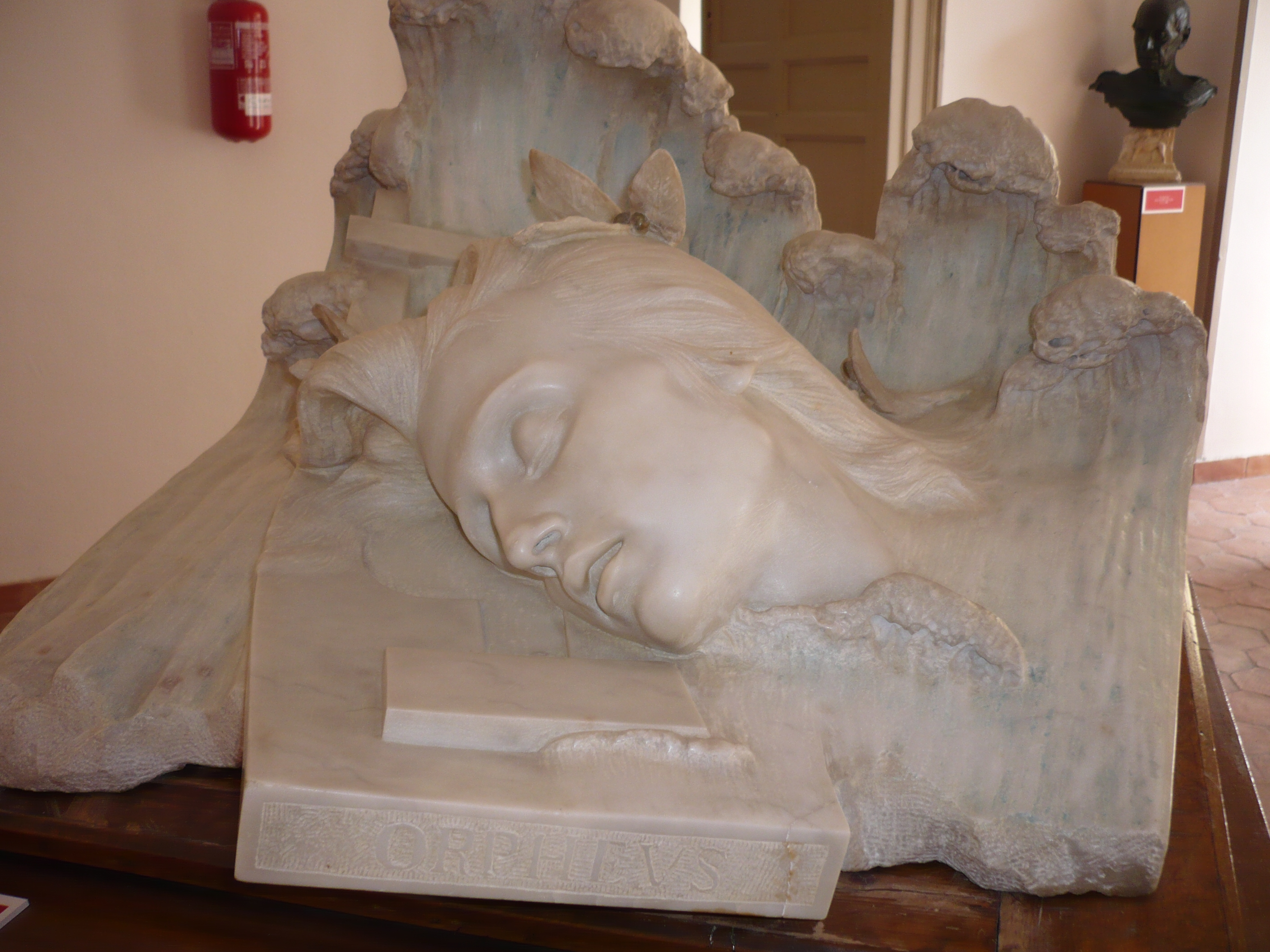
Muerte de Orfeo del artista italiano Michele Tripisciano (yeso, 1898).

La tradición que sostenía que los restos de Orfeo habían estado en un principio en Libetros recogía la leyenda de que un oráculo de Dioniso había dicho que cuando el sol viera los restos de Orfeo la ciudad de Libetros sería destruida por ataque de jabalí. Pues bien: un pastor se acostó junto al sepulcro de Orfeo, empezó a cantar versos de este entre sueños y unos agricultores y otros pastores se reunieron para oír el canto, se empezaron a pelear por estar más cerca del cantor y acabaron rompiendo la columna y la urna que contenía los restos, que quedaron expuestos al sol. La noche siguiente llovió mucho, y el río Sys («Jabalí»), que bajaba del monte Olimpo, arrasó la ciudad y murieron todos sus habitantes y sus animales. Después, los restos de Orfeo fueron trasladados a Díon.
Decía la tradición que los restos mortales de Orfeo estaban encima de una columna situada en Pieria, en el camino que iba desde la ciudad de Díon hasta el monte Helicón. También hay un río llamado Helicón que desaparecía bajo tierra y luego volvía a aparecer. Decía del río la tradición que antaño discurría por la superficie, y que después se había escondido bajo tierra para evitar que las que habían matado a Orfeo pudieran purificarse en sus aguas.

## Poemas y ritos órficos
Como a otras figuras humanas legendarias como Bacis, Museo, Abaris, Aristeo, Epiménides y la Sibila, se ha atribuido a Orfeo un gran número de poemas religiosos griegos en hexámetro. De la vasta literatura solo sobreviven dos ejemplos completos: un conjunto de himnos compuestos en algún momento del siglo III o del siglo II a. C. y una Argonáutica órfica compuesta entre los siglos VI y IV a. C.. La literatura órfica temprana que puede datar del siglo VI a. C. sobrevive solo en fragmentos de papiro y en citas de autores posteriores.
Además de servir de almacén de datos mitológicos, la poesía órfica ha sido recitada en ritos mistéricos y rituales de purificación. Platón, en particular, habla sobre una clase de sacerdotes mendicantes que ofrecían a los ricos, mediante sacrificios y encantamientos, purificaciones de crímenes que hubieran podido cometer ellos o sus antepasados. Añade que estas prácticas, llamadas «iniciaciones a los misterios» se apoyaban en libros de Orfeo y Museo. Aquellos que eran especialmente devotos de estos rituales y poemas frecuentemente practicaban el vegetarianismo y la abstinencia sexual, y evitaban comer huevos. Esta costumbre llegó a ser conocida como «vida órfica» (Orphikos bios).

## Orfeo en el arte
Las representaciones plásticas de Orfeo son muy abundantes. En pintura, Durero, Émile Lévy y Émile Bin realizaron obras con el nombre de La muerte de Orfeo.
En música, es especialmente importante la obra de Claudio Monteverdi La fábula de Orfeo (1607), considerada una de las primeras óperas de la historia. Otros importantes compositores recrearon el mito: entre ellos, Christoph Willibald Gluck (Orfeo y Eurídice) y Jacques Offenbach (en su paródica ópera bufa Orfeo en los infiernos).
En la poesía latina, Orfeo aparece en el libro cuarto de las Geórgicas de Virgilio y en el libro décimo de las Metamorfosis de Ovidio.
En lengua española, aparece en la lírica de Góngora. Francisco de Quevedo le dedicó el poema Un Orfeo burlesco, y Juan de Jáuregui desarrolló por extenso el mito en un poema en cinco cantos, en 1624.
Rainer Maria Rilke publicó en 1923 Los sonetos a Orfeo (Sonette an Orpheus). 
En pintura, el simbolista Jean Delville plasmó su Orfeo muerto.
Jean Cocteau realizó una trilogía cinematográfica basada en el mito. 
Marcel Camus dirigió la película Orfeo negro, en la que la historia de Orfeo y Eurídice se traslada al Carnaval de Río de Janeiro.
Alain Resnais dirigió la película Aún no han visto todo, en la que dos grupos de actores de dos diferentes generaciones, y que en su momento representaron el mito de Orfeo en el teatro, son consultados por su antiguo director sobre la viabilidad de una representación por parte de un tercer grupo teatral. El espectador asiste así a tres representaciones simultáneas de la obra.
También hay un musical Off-Broadway titulado Hadestown, escrito y compuesto por la estadounidense Anaïs Mitchell, que narra el mito de Orfeo y Eurídice ambientado en los años de la Gran Depresión.
El actor Anthony Hopkins compuso una canción basada en el mito de Orfeo y la búsqueda de Eurídice para su CD Composer titulada Orpheus.
Reflektor (2013), cuarto álbum de estudio del grupo canadiense de indie rock Arcade Fire, contiene dos pistas alusivas al mito de Orfeo y Eurídice: «Awful Sound (Oh Eurydice)» y «It's Never Over (Oh Orpheus)».
En 2016, el poeta Juan Carlos Villavicencio publicó el poema «Orfeo i Eurídice» en Descontexto. 

### Ballet
- Heinrich Schütz: Ópera-ballet Orpheus und Eurydice (Dresde 1638, Libretto August Buchner, la música no se conserva)
- Igor Strawinsky: Orpheus, ballet (1948)

### Obras de diferentes géneros
- Jean-Philippe Rameau: Kantate Orphée von (c.1721)
- William Hayes: Ode When the fair Consor o Orpheus and Euridice (1735)
- Franz Liszt: Orpheus, poema sinfónico
- Fabio Mengozzi: Orpheus, poema electrónico (2022)[39]

### Ópera
- Jacopo Peri: Euridice (1600)
- Giulio Caccini: Euridice (1600, estreno 1602)
- Claudio Monteverdi: L’Orfeo (1607)
- Carl Orff: reorquestación de la ópera de Monteverdi L’Orfeo (1924/1940)
- Domenico Belli: Orfeo Dolente (Florencia 1616)
- Marc-Antoine Charpentier: La descente d’Orphée aux enfers (1686/87)
- Reinhard Keiser: Orpheus (1709)
- Antonio Sartorio: L’Orfeo (1672)
- Johann Joseph Fux: Orfeo ed Euridice (1715)
- Georg Philipp Telemann: Orpheus oder Die wunderbare Beständigkeit der Liebe (1726)
- Christoph Willibald Gluck: Orfeo ed Euridice (1762)
- Joseph Haydn: L’anima del filosofo ossia Orfeo ed Euridice (1791, estreno 1951)
- Hans Werner Henze: Orpheus (1978).
- Philip Glass: Orphée (1993)

### Operetas
- Jacques Offenbach: Orfeo en los infiernos

## Mitos y leyendas similares al de Orfeo y Eurídice
En los tres mitos que se relatan es la mujer la que desaparece o se convierte en estatua sal o piedra; en el mito de Orfeo y Eurdice es Orfeo quien desobedece y vuelve la mirada, en los otros es ella la que 'desobedece'.

#### La mujer Lot y Sodoma - Biblia
El mito de Orfeo y Eurídice, y en concreto la prohibición de mirar atrás cuando sale del inframundo delante de Orfeo (y desaparecer) es similar a la historia bíblica de la mujer de Lot, quien al darse la vuelta cuando huía de Sodoma, (desobedeciendo el mandato de Yahveh) se convirtió en estatua de sal, en castigo divino por su falta de fe y apego a su pasado (la ciudad). 

#### Jeju y las estatuas de piedra - Corea
En el libro Imposible decir adiós, de la escritora coreana Han Kang, evoca la masacre de Jeju 1948, la masacre de la Liga Bodo y la masacre en la cueva de Goyang Geumjeong, ambas de 1950 (en el libro Actos humanos trata la masacre de Gwangju de 1980, ciudad natal de la autora). Menciona en su novela una leyenda similar a la de Orfeo y Eurídice que se desarrollaría en las montañas de la isla de Jeju, en Corea del Sur. La historia cuenta que un viejo que mendigaba en una aldea solo fue atendido por una mujer que vivía sola. En agradecimiento el mendigo le dijo que a la mañana siguiente subiera a la montaña antes del amanecer y que pasara lo que pasara no se volviera a mirar atrás. La mujer siguió el consejo pero a mitad de la montaña se produjo un maremoto o una lluvia torrencial que se tragó la aldea y entonces la mujer se volvió y quedó petrificada, convertida en roca.

#### Izanagi y el inframundo - Japón
Izanagi y su esposa Izanami son deidades de Japón. Cuando Izanami murió dando a luz, Izanagi intentó inútilmente rescatarla del Yomi -del inframundo-.